# Josef Nagele

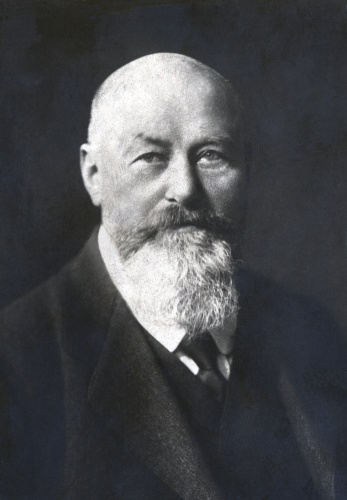
Josef Nagele

Josef Nagele (* 18. Mai 1860 in Obertrixen, Kärnten; † 2. Jänner 1926 in Völkermarkt, Kärnten) war ein österreichischer Politiker der Deutschen Agrarpartei.

## Ausbildung und Beruf
Der Sohn eines Guts- und Brauereibesitzers besuchte die Volks- und Realschule in Klagenfurt, dann die Ackerbauschule in Schleißheim und die Brauereischule in Weihenstephan (beide in Oberbayern). Im Jahr 1881 wurde er Brauerei- und Gutsbesitzer in Völkermarkt (die Brauerei wurde 1923 geschlossen). Als Funktionär des landwirtschaftlichen Genossenschaftswesens im Bezirk Völkermarkt war er Obmann der dortigen Zuchtgenossenschaft und der Landwirtschaftlichen Lagerhaus-Genossenschaft.

## Politische Funktionen und Mandate
- 1907–1918: Abgeordneter des Abgeordnetenhauses im Reichsrat (XI. und XII. Legislaturperiode), Wahlbezirk Kärnten 4, Deutscher Nationalverband (Deutsche Agrarpartei)
- Mitglied des Bezirksschulrates
- 21. Oktober 1918 bis 16. Februar 1919: Mitglied der Provisorischen Nationalversammlung, DnP